# Speleonectidae
Famille
Les Speleonectidae sont une famille de rémipèdes.

## Distribution
Les espèces de cette famille sont endémiques des Antilles. Elles se rencontrent aux Bahamas, aux îles Turques-et-Caïques et à Cuba.

## Liste des genres
Selon World Register of Marine Species (13 décembre 2017) :
- Lasionectes Yager & Schram, 1986, représenté par le seul Lasionectes entrichoma.
- Speleonectes Yager, 1981

## Publication originale
- (en) Yager, 1981 : A new class of Crustacea from a marine cave in the Bahamas. Journal of Crustacean Biology, vol. 1, no 3, p. 328–333.